# Wojewódzkie Przedsiębiorstwo Komunikacyjne w Sieradzu
Wojewódzkie Przedsiębiorstwo Komunikacyjne w Sieradzu (WPK Sieradz) – jedno z Wojewódzkich Przedsiębiorstw Komunikacyjnych w Polsce w czasach PRL, działające na terytorium województwa sieradzkiego w latach 1976–1991.
W skład WPK Sieradz wchodziły PKM obsługujące następujące miasta:
- Sieradz
- Zduńska Wola
- Łask

WPK miało wspólną numerację taborową, oraz linie kursujące między poszczególnymi miastami (A: Sieradz – Zduńska Wola; B: Zduńska Wola – Łask)
1 stycznia 1991 roku Wojewódzkie Przedsiębiorstwo Komunikacyjne w Sieradzu przestało istnieć. Nastąpił jego podział na trzy samodzielne przedsiębiorstwa:
- Miejskie Przedsiębiorstwo Komunikacji Sieradz
- Miejskie Przedsiębiorstwo Komunikacji Zduńska Wola
- Zakład Komunikacji Miejskiej Łask

Komunikację miejską spośród miast w województwie sieradzkim miał też Wieluń. Zapewniał ją PKS.